# CA Auto Bank
CA Auto Bank è una banca digitale impegnata nel campo automobilistico, principalmente nel finanziamento e nel noleggio.
Il gruppo, che trae le sue origini dalla SAVA, si è costituito mediante una joint venture paritetica tra FCA Italy, una società del costruttore automobilistico globale Stellantis, e Crédit Agricole Personal Finance & Mobility, una società del gruppo Crédit Agricole dedicata al credito al consumo. Dal 2023 è interamente di proprietà del gruppo bancario francese.
CA Auto Bank opera direttamente o tramite controllate in diciotto mercati europei e in Marocco, fornendo prodotti finanziari per supportare le vendite di diversi marchi automobilistici, non essendo più legata a uno specifico costruttore di automobili (Stellantis).
I programmi di credito, leasing, noleggio e finanziamento della mobilità forniti sono concepiti specificamente per le reti di vendita, i clienti privati e le flotte aziendali.

## Storia

### Società Anonima Vendita Automobili
Il 25 aprile 1925, a Torino, in occasione del lancio del modello "509" (la prima Fiat venduta a credito) nacque SAVA (Società Anonima Vendita Automobili), società finanziaria concepita per aiutare le famiglie italiane ad acquistare un'automobile. Nel 1927 SAVA divenne pienamente operativa con la raccolta di risparmio tramite Buoni Fruttiferi detti "Buoni Sava". Il 15 marzo 1930 il consiglio d'amministrazione di SAVA deliberò un aumento di capitale pari a quattro milioni di lire. Successivamente, l'11 aprile, Fiat acquisì l'intero pacchetto azionario. A partire dal 1º gennaio 1931, quale socio unico, Fiat decise che l'erogazione dei finanziamenti fosse limitata alle sole auto da lei stessa prodotte. Nel 1938, per smaltire gli imponenti numeri di automobili usate in permuta, SAVA iniziò a finanziare anche la vendita rateale delle auto d'occasione.
Nei decenni successivi la società si espanse al di fuori dei confini nazionali, in diversi paesi europei ed extra-europei.
Nel 2003 SAVA venne inquadrata sotto Fidis Retail Italia, il cui 51% di quote venne ceduto a Banca Intesa, Sanpaolo IMI, Capitalia, UniCredit mentre il 49% rimase a Fiat.

### Il partenariato con Crédit Agricole
Nel dicembre 2006 Fiat Auto S.p.A. e Crédit Agricole S.A. si unirono in una joint venture paritetica mirata a svolgere attività finanziarie in Europa.
Il 28 dicembre 2006 (giorno del closing):
- Fiat Auto S.p.A. riacquista la partecipazione del 51% in Fidis Retail Italia S.p.A., prima detenuta da Synesis Finanziaria S.p.A.;
- Fidis Retail Italia S.p.A. si fonde con la controllata totalitaria Fiat Sava S.p.A., viene iscritta nell'elenco speciale ex art. 107 del D.lgs. 385/1993 (Testo Unico) e cambia denominazione in Fiat Auto Financial Services S.p.A.;
- Fiat Auto S.p.A. sottoscrive un aumento di capitale necessario per fornire alla joint venture i mezzi finanziari previsti dalle vigenti normative in materia di patrimonio di vigilanza degli intermediari finanziari;
- Sofinco S.A. (Gruppo Crédit Agricole) entra nella compagine azionaria con una quota di partecipazione del 50%.

Il 1º marzo 2007 Fiat Group Automobiles S.p.A. (nuova denominazione sociale di Fiat Auto S.p.A.) riaccorpò nella stessa Fidis Retail Italia S.p.A. tutte le proprie partecipazioni europee nel settore del finanziamento alle reti di vendita e dell'attività di noleggio. Il 5 aprile 2007 Fiat Auto Financial Services S.p.A. fu ribattezzata Fiat Group Automobiles Financial Services S.p.A. Nel luglio 2008 venne firmato un accordo di collaborazione con Jaguar Land Rover nel campo dei finanziamenti auto in Europa, mentre nel 2009 la società (che nel frattempo ha cambiato denominazione in FGA Capital) divenne la captive di tutti i marchi Chrysler in Europa (Chrysler, Jeep e Dodge) sostituendo Daimler Financial Services nella gestione dei servizi finanziari del costruttore americano.
Dopo aver firmato un accordo di partnership con la Maserati, nel settembre 2013 FGA Capital diede vita a Maserati Financial Services. Nel novembre 2013 la joint venture paritetica tra Fiat Group Automobiles, Crédit Agricole e Crédit Agricole Consumer Finance (ora Crédit Agricole Personal Finance & Mobility) venne rinnovata fino al 31 dicembre 2021 e in seguito fino a dicembre 2022.

### La banca
Il 16 gennaio 2015 la società fu battezzata con il nome in FCA Bank S.p.A., la nuova società di FCA Italy S.p.A. e del Crédit Agricole Consumer Finance (attualmente Crédit Agricole Personal Finance & Mobility) che, avendo ottenuto la licenza bancaria in Italia, divenne leader di un gruppo internazionale presente in diciotto paesi. Nel luglio dello stesso anno il Gruppo Erwin Hymer e FCA Bank annunciarono l'inizio di una nuova collaborazione e la creazione di Erwin Hymer Group Finance.
Ad agosto 2016, FCA Bank firmò un accordo con Ferrari Financial Services S.p.A., la società finanziaria di Ferrari, al fine di acquisire il controllo delle attività della Ferrari Financial Services GmbH, operante in Germania, Svizzera e Regno Unito, divenendo il partner finanziario di riferimento del prestigioso marchio automobilistico in Europa. Inoltre, in ottobre, la Banca diversificò ulteriormente l'offerta lanciando sul mercato italiano Conto Deposito, un innovativo prodotto di risparmio completamente gestito online.
A partire dal 2017, la società Leasys controllata al 100% da FCA Bank, ha iniziato un percorso di internazionalizzazione espandendosi nei mercati in cui FCA Bank è presente: Regno Unito, Germania, Francia, Belgio, Paesi Bassi e Spagna.
A inizio 2018 FCA Bank rinnovò la propria partnership con Jaguar Land Rover in Europa continentale fino alla fine del 2022. Nello stesso anno la società venne scelta come partner finanziario anche da altri due storici marchi automotive di lusso: Aston Martin e Morgan Motor Company.
Leasys, azienda controllata di FCA Bank, nel 2018 acquisì Winrent, società di noleggio a breve termine e contestualmente proseguì il suo percorso di internazionalizzazione.
Dal 2019 FCA Bank entra nel business della due ruote, grazie ad una partnership con l'iconico marchio Harley Davidson dove offrirà servizi finanziari in Spagna e Polonia.
Ad aprile 2019, FCA Bank è stata sanzionata dalla Banca d'Italia per un importo di €2,5 mln, a causa di "carenze nell'organizzazione e nei controlli in materia di trasparenza".
Ad aprile 2023 FCA Bank cambia la sua ragione sociale in CA Auto Bank.

## Attività
Le attività del gruppo CA Auto Bank si dividono in queste macro-aree:
- Il Finanziamento alla Rete di Vendita, con l’obiettivo di supportare la distribuzione di autovetture e di veicoli commerciali, attraverso varie forme di finanziamento adattate alle specifiche esigenze dei concessionari.
- Il Finanziamento al Cliente Finale, incentrato sullo sviluppo e sulla promozione di soluzioni finanziarie, di leasing e assicurative.
- Il Noleggio a lungo e breve termine, fornito tramite la controllata Drivalia in quindici paesi europei (Belgio, Danimarca, Finlandia, Francia, Grecia, Irlanda, Italia, Norvegia, Olanda, Polonia, Portogallo, Regno Unito, Repubblica Ceca, Spagna e Svezia). Drivalia è una società che offre servizi di mobilità attraverso soluzioni innovative e tariffe competitive: noleggio a breve, medio e lungo termine, abbonamenti e car sharing, rivolti sia a privati che ad aziende di ogni dimensione[4].
- Il Conto deposito, soluzione finanziaria flessibile, remunerativa e affidabile. Disponibile completamente online.
- Carta di Credito che opera su circuito VISA. Può essere richiesta e gestita interamente online.

## Presenza internazionale
CA Auto Bank è presente, oltre che in Italia, in Austria, Belgio, Danimarca, Finlandia, Francia, Germania, Grecia, Irlanda, Marocco, Norvegia, Paesi Bassi, Polonia, Portogallo, Spagna, Svezia, Svizzera, Regno Unito e Repubblica Ceca.

## Struttura azionaria
CA Auto Bank S.p.A. è controllata da Crédit Agricole Personal Finance & Mobility (facente parte di Crédit Agricole S.A). A sua volta, CA Auto Bank controlla al 100% Drivalia S.p.A.

## Consiglio di Amministrazione
- Stèphane Priami - Presidente del Consiglio di Amministrazione
- Giacomo Carelli - Amministratore Delegato e Direttore Generale
- Paola De Vincentiis - Amministratore Indipendente
- Sophie Lazarevitch - Amministratore Indipendente
- Richard Bouligny - Amministratore
- Anne Marie Guirchoux - Amministratore
- Jerome Homburger - Amministratore
- Anne Laimé - Amministratore
- Yannick Mouillet - Amministratore
- Vittorio Ratto - Amministratore

## Nuova denominazione
Dal 4 aprile 2023 FCA Bank diventa CA Auto Bank. La nuova banca, controllata da Crédit Agricole Personal Finance & Mobility (già Crédit Agricole Consumer Finance, a sua volta parte di Crédit Agricole S.A.), nasce dagli accordi tra il gruppo francese e Stellantis, annunciati nel 2021, nell'ambito della riorganizzazione delle partnership finanziarie delle due società.